# Adolf Borchers
Adolf Borchers (10 de fevereiro de 1913 - 9 de fevereiro de 1996) foi um oficial alemão que serviu durante a Segunda Guerra Mundial. Foi condecorado com a Cruz de Cavaleiro da Cruz de Ferro.

## Condecorações
| Cruz de Ferro 2ª Classe                                   |
| Cruz de Ferro 1ª Classe                                   |
| Cruz de Cavaleiro da Cruz de Ferro 22 de novembro de 1943 |